# 교토 대학
교토 대학(일본어: 京都大学 교토다이가쿠[*], 영어: Kyoto University)은 일본 교토시 사쿄구에 있는 최상위권 명문 국립 대학이다. 1897년에 설립되었고, 과거에는 교토 제국대학(일본어: 京都帝国大学)으로 불렸다. 대학의 약칭은 교다이(일본어: 京大)이다.

## 개관

### 역사
교토대학의 기원은 일본 최초의 서양식 국립병원인 나가사키 양생소(1861년 개원)까지 거슬러 올라가며 이후 정득관(精得館)으로 개칭되었다. 1868년에 정득관의 물리화학교를 오사카로 옮겨 1869년에 「사밀국(舍密局)」으로 개칭해 개교했다. 이듬해 사밀국은 이학소(理學所)로 개칭되었다. 1869년 오사카에서 개교한 양학교(洋學校)와 합병하여 1870년에 개성소(開成所)로 개칭되었고 이후 제3고등중학교(법·문과계, 이·공과계, 의과계 설치)라 개칭한다. 1889년 8월 1일에 교토시 사쿄구 요시다혼마치(吉田本町)로 이전하였고 1894년 고등학교 포고령이 공포되자 제3고등학교(법학부, 의학부, 공학부 설치)로 개칭되었다.
이후 1895년에 청일 전쟁 배상금의 일부를 도쿄와 교토제국대학의 기본금으로 교부하고 교토제국대학을 설치하자는 사이온지 긴모치 문부대신의 제안이 수용되어 교토제국대학 설치에 관한 칙령이 제정되면서 1897년 6월 18일에 교토제국대학이 발족했다.
이러한 경위로 인해 창립년은 제3고등학교의 전신인 사밀국이 설치된 1869년, 설립년은 교토제국대학이 탄생한 1897년으로 하고 있다.
초대 총장으로는 문부성 학무 국장을 지낸 기노시타 히로지, 사무국장에 해당하는 「서기관」에는 나카가와 고주로가 취임했다. 창설시 계획에서는 법대를 먼저 설치할 예정이었으나, 공과 지망자의 급증으로 1897년 이과 대학으로 출발하였다. 그 후 10년에 걸쳐 법대 및 의대(1899년), 문과대(1906년) 등의 분과 대학 설립을 완성하였다.
「학문의 자유」를 존중한다는 이 대학의 설립시 학풍은 이후 현재까지 「자유로운 연구 학풍」을 형성하는 데 영향을 주었다고 한다. 1919년에는 학과제가 학부제로 바뀌고 1899년부터 법과대학에 소속되어 있던 정치경제학과가 일본의 대학 가운데 최초로 경제학부로 독립하였다. 1923년에는 교토대학의 상징이 된 시계탑을 포함한 대학 본관 건물이 완성되고 농학부 등의 학부 추가 증설이 이루어졌다. 1926년에는 교토대학 최초의 부설 연구소인 화학연구소가 설치되었다.
쇼와 시대에는 사상의 억압이 강화되었던 당시 세태를 반영하듯 교토대학에서도 사상관련 사건이 잇따른다. 1928년 경제학자인 카와카미 하지메 교수를 사직시키라는 문부성의 요구를 교수회가 수용, 카와카미 교수가 대학을 떠났다. 또한 1933년에는 하토야마 이치로 문부대신이 법학부 다키카와 유키토키 교수의 형법 이론에 사상문제를 제기해 휴직 처분을 내린 일로 법학부 교직원과 총장이 사표를 제출하였지만 문부성의 압력으로 다키카와를 포함한 교직원 7명이 대학을 떠난 이른바 「다키카와 사건」이 일어나기도 했다.
전시체제의 강화에 수반해 일본 정신사(문학부), 동아 경제정책 원론(경제학부), 항공학·연료 화학(공학부)등의 국책에 따른 강좌가 설치되었고, 1943년에는 문과 학생의 징병 유예가 정지되어 학생이 잇달아 전장으로 가게 되었다.
제2차 세계 대전 종결 후, 다키카와 사건으로 대학을 떠나 있었던 다키카와 유키토키교수가 대학에 복귀했다. 창립 50주년에 즈음한 1947년에는 대학명에서 「제국」이 사라지고 교토대학으로 개칭되었다.
1949년에는 이학부의 교수인 유카와 히데키가 일본인 최초로 노벨상을 수상하였고 이를 기념하여 유카와 기념관을 설치하였다. 그 이후 유카와 기념관은 유카와 기초물리학 연구소(YITP)로 개편되었다. 이후 물리학, 화학, 생리의학 분야에서 11명의 노벨상 수상자가 배출되었다.
그리고 이토 키요시교수는 이토 보제(補題)로 유명한 확률미분방정식을 확립해 현대 금융공학이론을 진보시키는데 크게 공헌하였고 블랙숄즈방정식을 도출하는데 중요한 기초를 만들었다. 그 공로로 2006년에 필즈상과 더불어 수학분야의 노벨상으로 불리는 가우스상을 수상하였다.
1968년 청년의사연합 교토대 지부가 주도한 의대 대학원 입시 거부에 참여하지 않은 수험생과 청의련 멤버가 대립한 이른바 「청의련사건」을 계기로 교양학부가 파업에 들어가 학생회가 타격을 받았다. 도쿄대학과 같은 입시 중지의 사태는 면했지만, 종전 이후 처음으로 졸업식이 중지되어 그 다음해 9월까지 일부 건물이 폐쇄되기도 하였다.
1992년 종합인간학부가 설치되고 다음 해에는 교양학부가 폐지되는 등의 대학 조직의 개편이 있었다. 1997년에 창립 100주년을 맞이하였으며, 2003년에는 국립대학에 국립대학법인을 설치하게 한 국립대학법인법이 제정되면서 국립대학법인이 설치되었다.

### 건학 정신(교훈·이념)
창립 이래 「자유로운 연구 학풍」을 건학 정신으로 하고 있다.

## 교육 및 연구
학부 및 대학원 외에 연구소 14개, 연구센터 17개로 2006년 3월 현재 일본의 대학 중 가장 많은 연구 기관을 거느리고 있다. 그 중 9개의 연구소와 연구 센터는 다른 대학이나 연구기관에 연구 설비를 제공하는 「전국 공동 이용 연구소」·「전국 공동 이용 연구 센터」이다. 이 「전국 공동 이용 연구소」의 구조를 처음으로 채용한 것은 교토대학의 기초 물리학 연구소이다. 이러한 사실에 대해 교토 대학의 관계자는 "폭넓은 분야에 있어 일본을 대표하는 학술 연구 거점이 되어 온 교토대학의 사회적 특징을 나타내고 있다"라고 견해를 드러내었다. 이 대학 출신으로 11명의 노벨상 수상자와 2명의 필즈상 수상자, 1명의 가우스상 수상자, 1명의 라스커상 수상자가 있다.

### 대표 연구기관 및 시설
- 수리해석연구소
- 화학연구소
- 경제연구소
- 바이러스 · 재생의과학연구소
- 에너지이공학연구소
- 기초물리학연구소
- 영장류연구소
- 인문과학연구소
- 방재연구소
- 생존권(生存圈)연구소
- 동남아시아지역연구연구소
- 복합원자력과학연구소
- iPS 세포 연구소
- 교토대학 고등연구원(KUIAS)

### 학풍 및 특색
학문추구에 있어서 전통적으로 「자유로운 연구 학풍」을 표방하고 있다. 이러한 분위기는 현재까지도 이어져 내려오고 있다. 도쿄대학의 경우 엘리트관료를 배출하는 대학의 이미지가 강한 반면 교토대학의 경우 자유로운 연구 학풍에 기초해 창의력이 풍부한 우수한 연구자를 배출하는 대학의 이미지가 강하다.

## 평가
- 대학 설립 초기부터 자유로운 연구 학풍을 중시해 일본 최초의 노벨상 수상자를 비롯해 2019년 기준 19명의 노벨상 수상자를 배출했다.
- 2020년 ARWU 세계대학평가에서 세계 34위(일본 2위)를 기록하였다.
- 2007년 뉴스위크 세계100대 글로벌대학평가에서 세계 29위를 기록하였다.
- 2010년 QS World University Rankings™ 세계대학평가에서 세계 25위(일본 국내 2위)를 기록하였다.
- 2020년 QS World University Rankings™ 세계대학평가에서 세계 33위(일본 국내 2위)를 기록하였다.

## 학교 동문
교토 대학은 세계적인 학자들을 여럿 배출했다. 11명의 노벨상 수상자를 배출했고, 2명의 필즈상 수상자, 칼 프리드리히 가우스상 수상자도 배출했다.

노벨상을 받은 교토 대학 동문 및 교직원
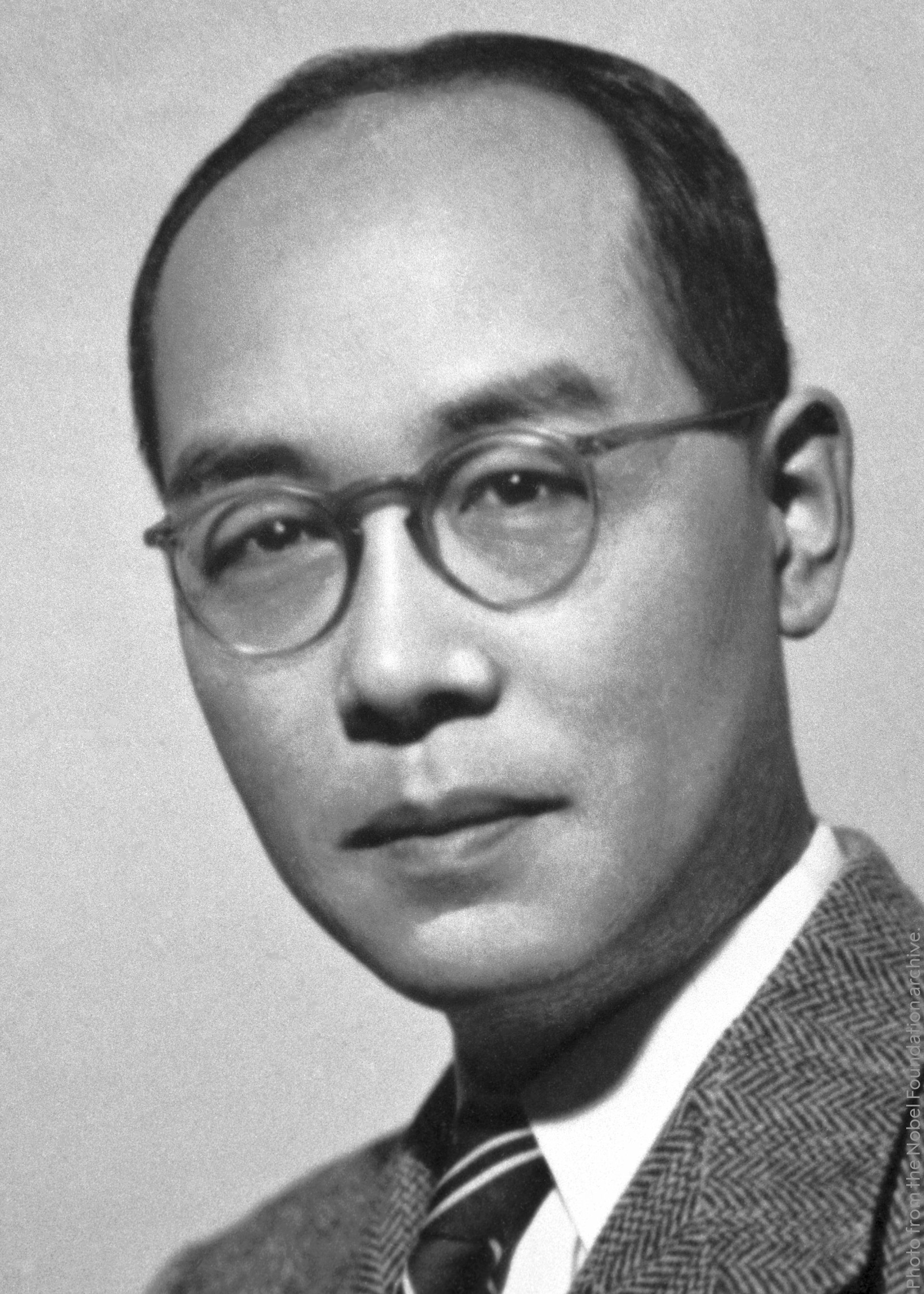
유카와 히데키 (노벨 물리학상, 1949년)
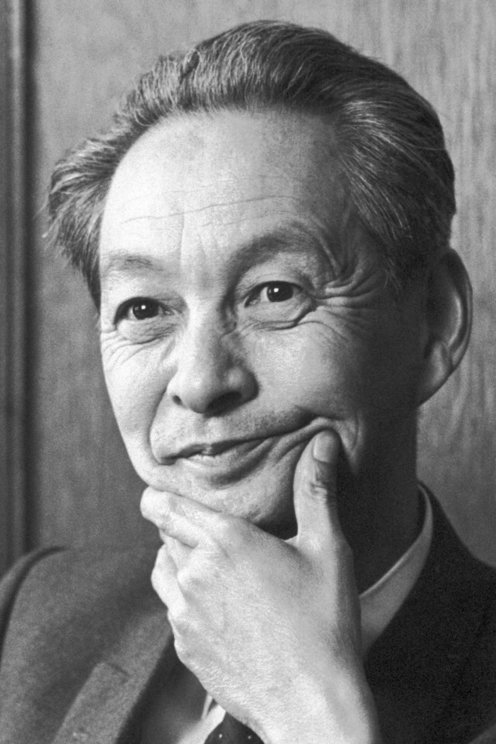
도모나가 신이치로 (노벨 물리학상, 1965년)
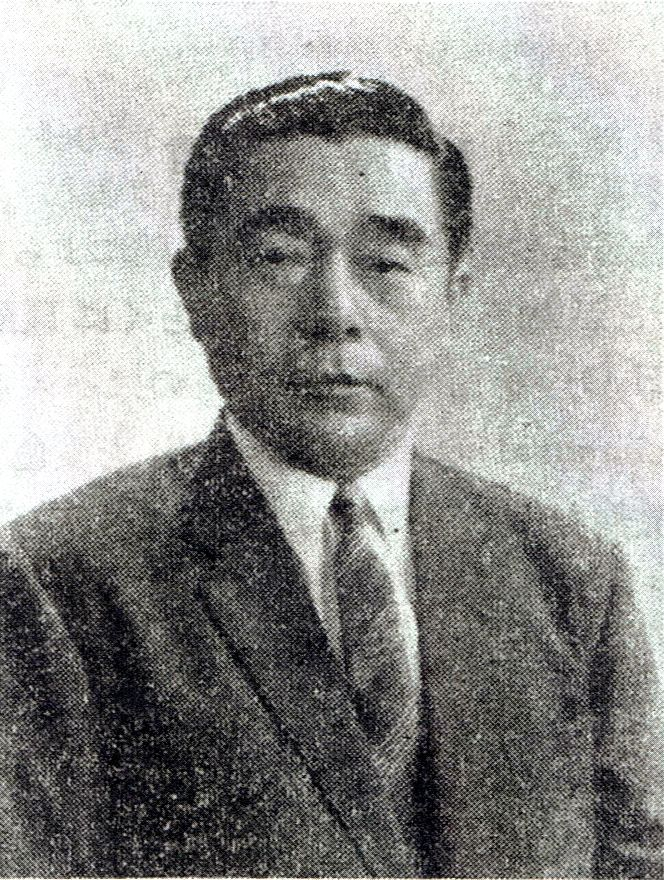
후쿠이 겐이치 (노벨 화학상, 1981년)
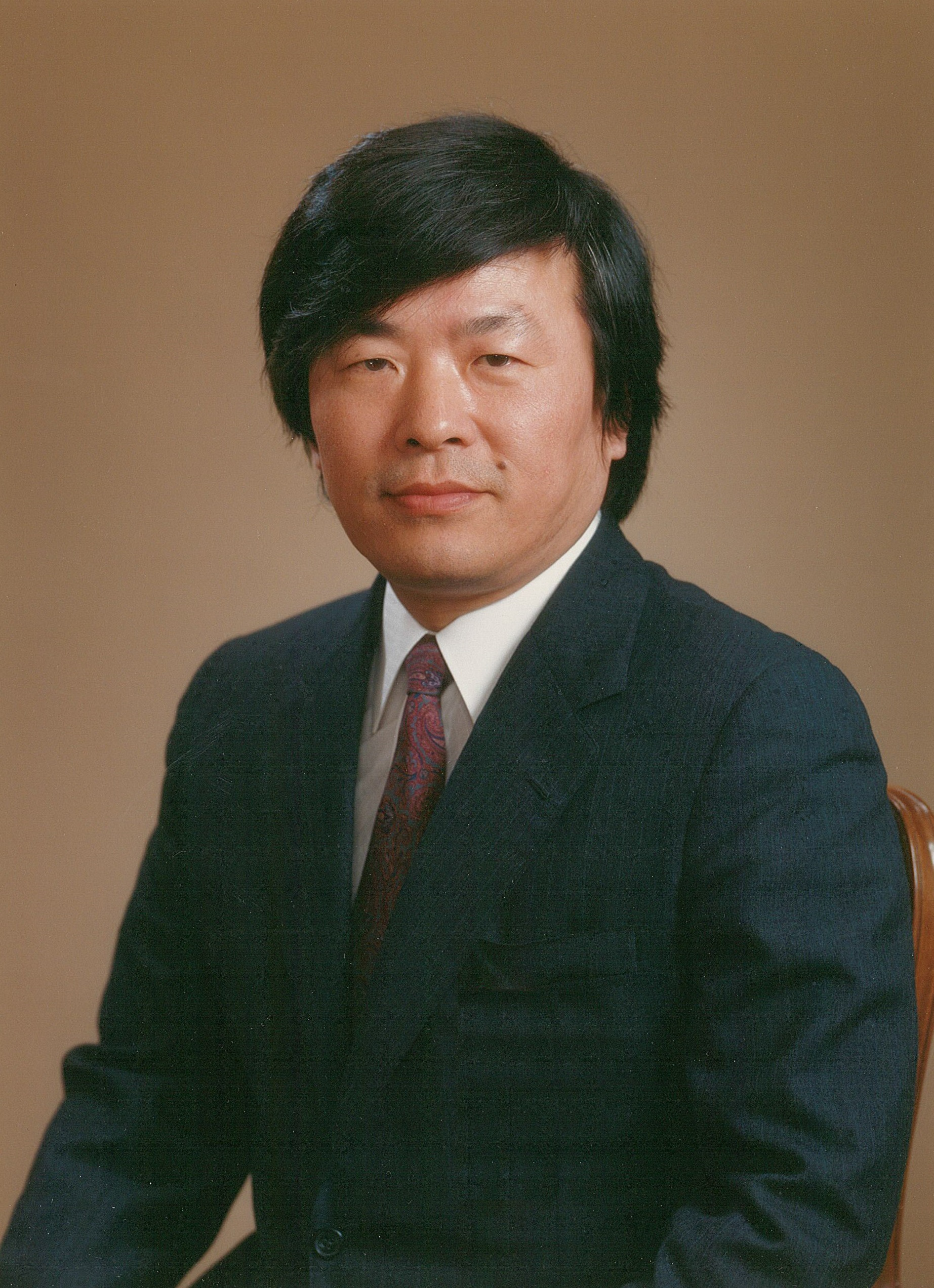
도네가와 스스무(노벨 생리학·의학상, 1987년)
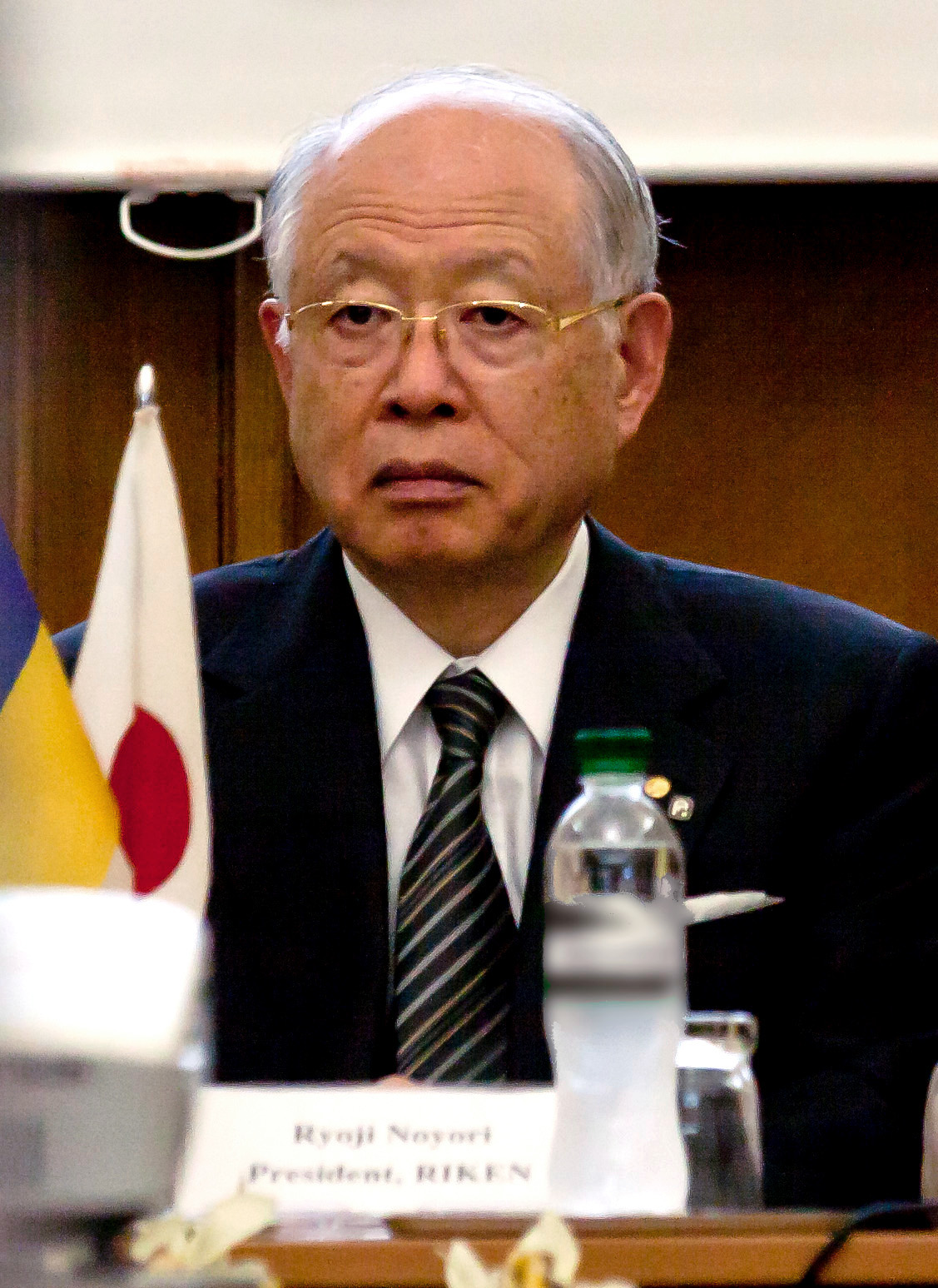
노요리 료지 (노벨 화학상, 2001년)
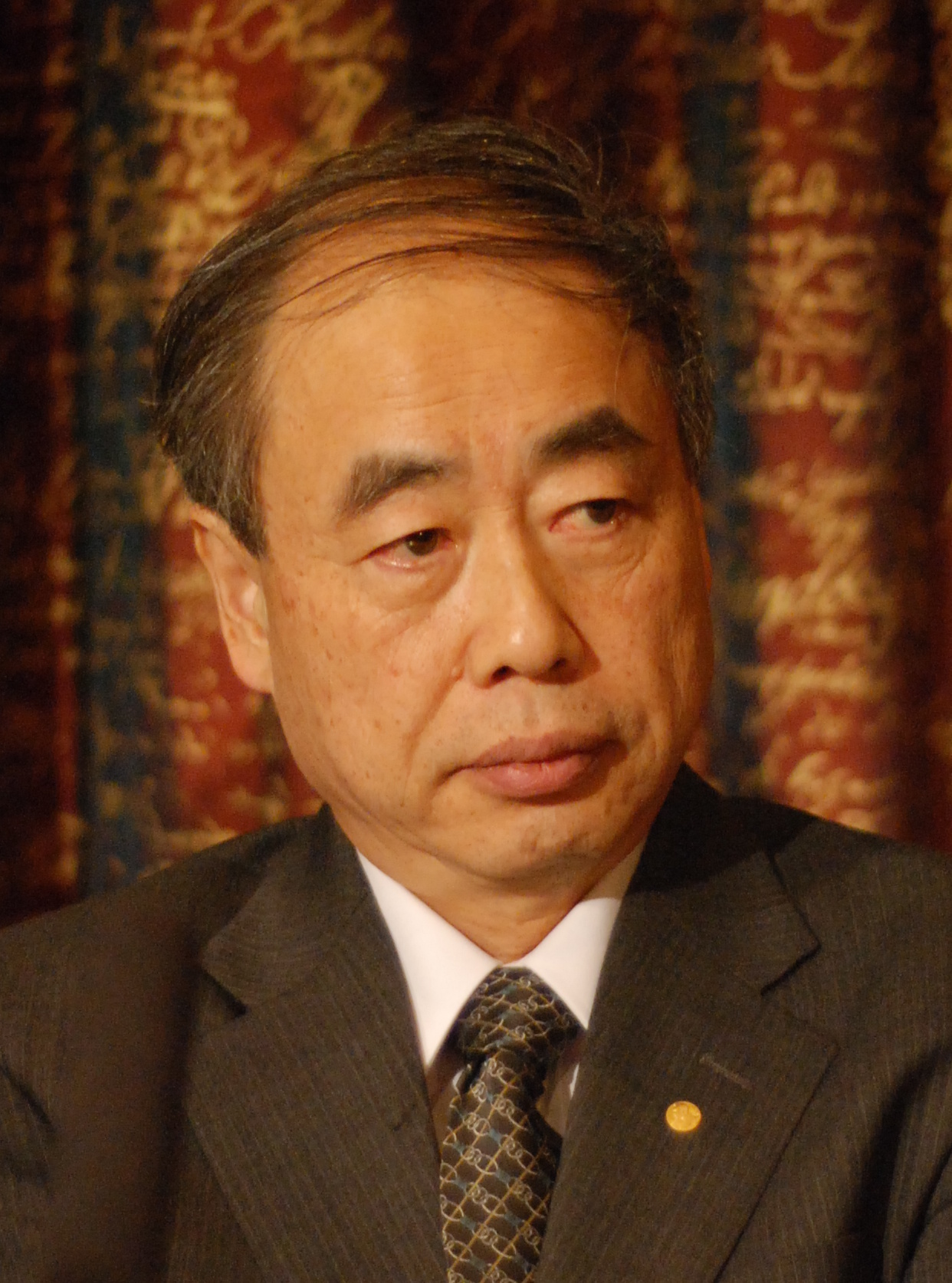
고바야시 마코토 (노벨 물리학상, 2008년)
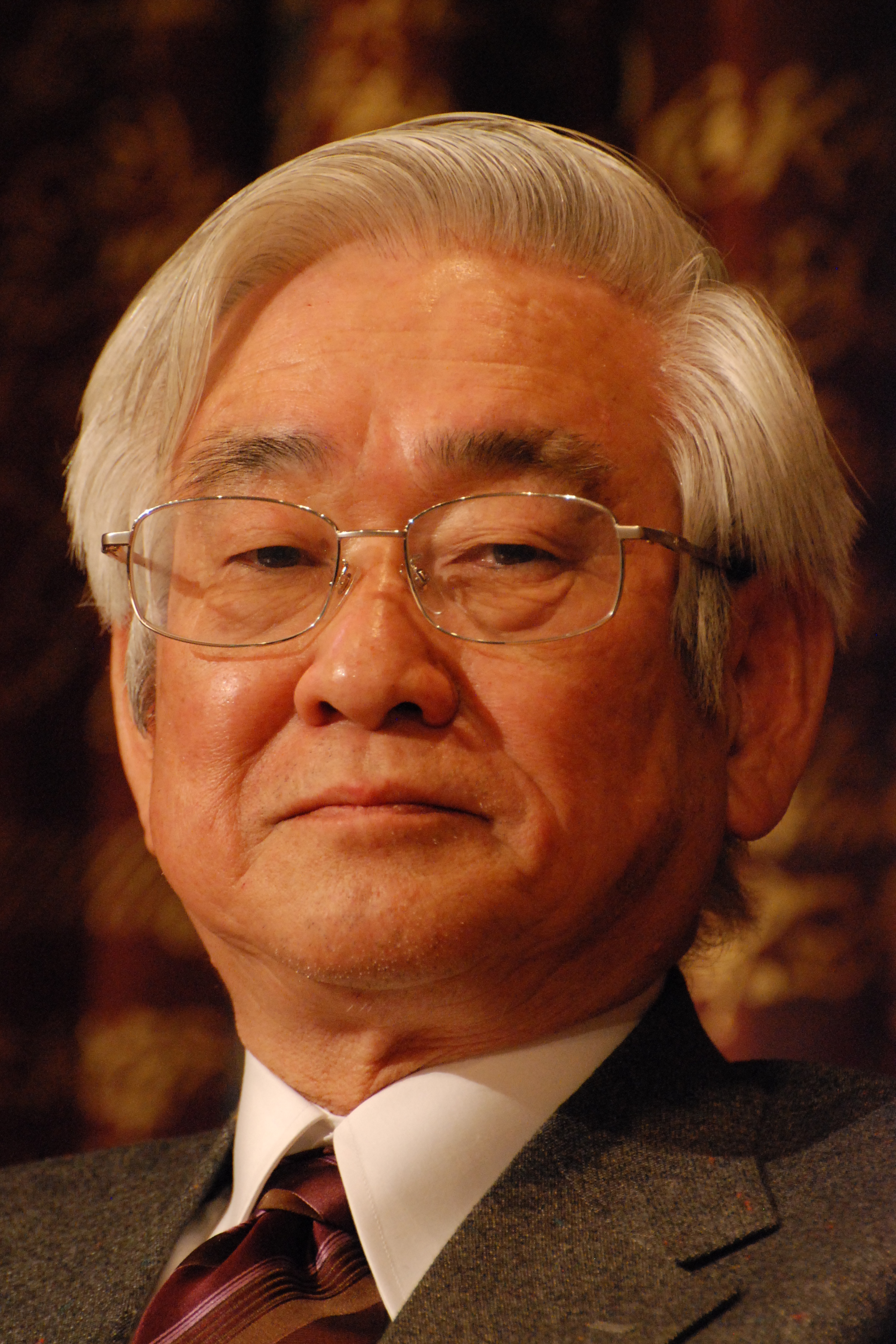
마스카와 도시히데 (노벨 물리학상, 2008년)
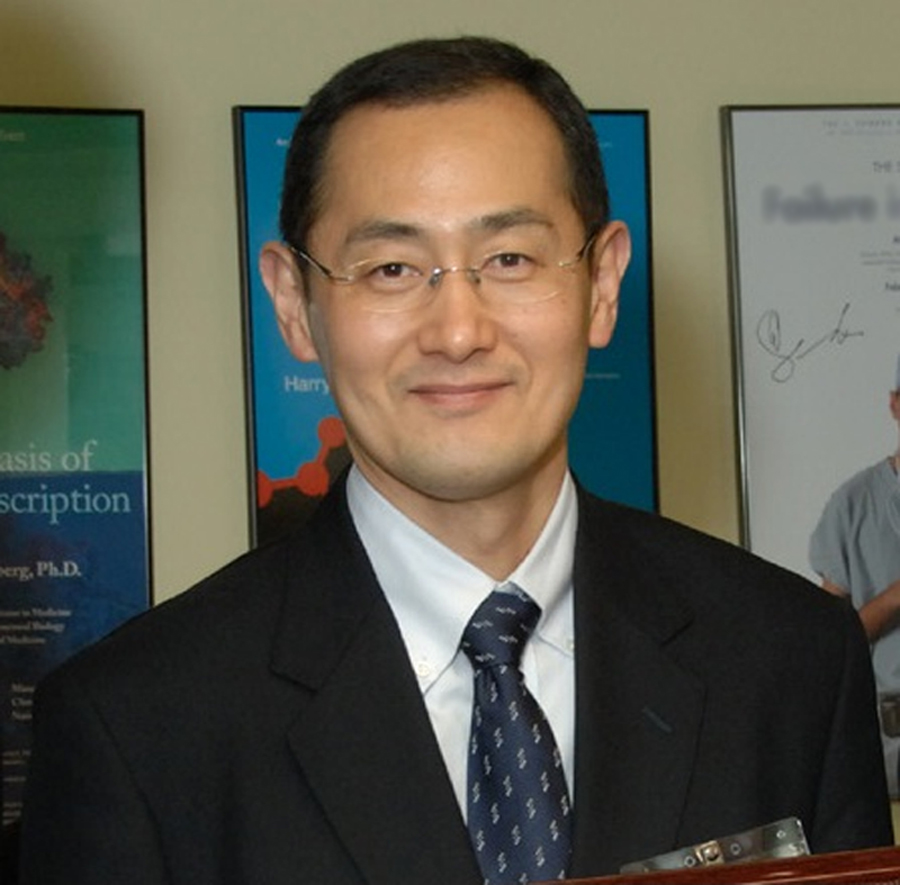
야마나카 신야 (노벨 생리학·의학상, 2012년)
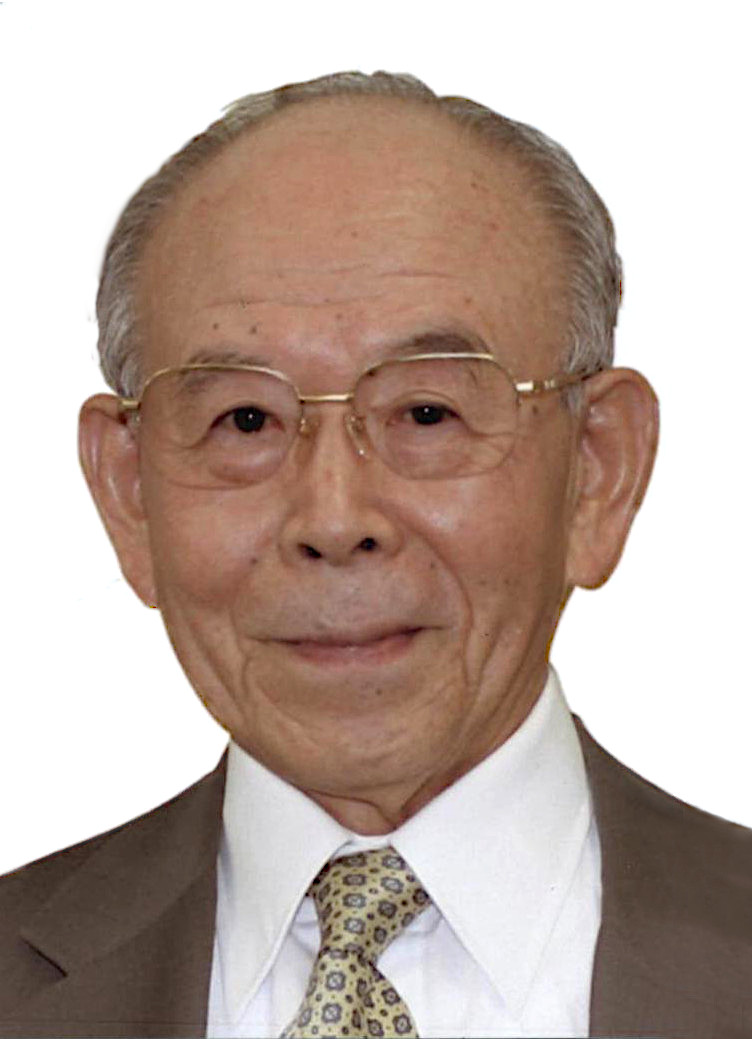
아카사키 이사무 (노벨 물리학상, 2014년)
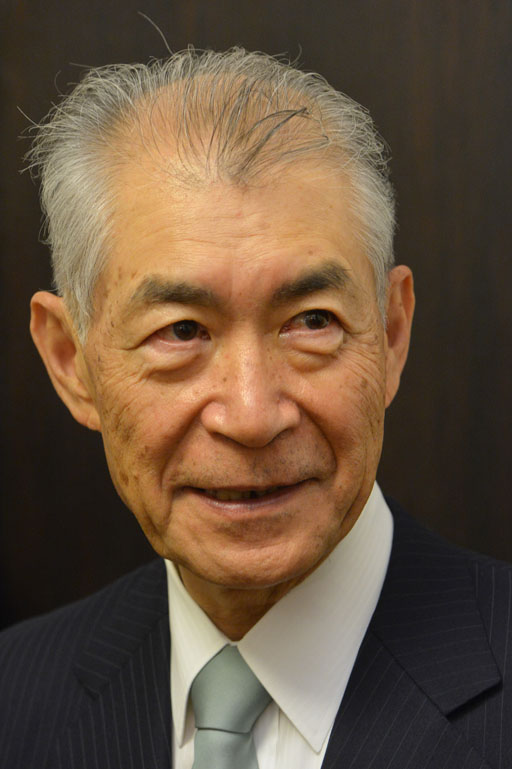
혼조 다스쿠, (노벨 생리학·의학상, 2018년)
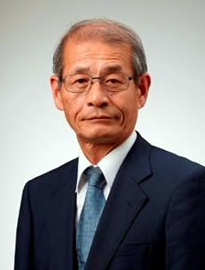
요시노 아키라 (노벨 화학상, 2019년)

## 같이 보기
- 기쿠치 다이로쿠